# I Knew I Loved You
I Knew I Loved You (englisch für „Ich wusste, dass ich dich liebe“) ist ein Lied der australischen Popband Savage Garden, das im September 1999 erschien.

## Entstehung und Veröffentlichung
Geschrieben wurde das Lied gemeinsam von den beiden Savage-Garden-Mitgliedern Darren Hayes und Daniel Jones. Für die Produktion zeichnete Walter Afanasieff verantwortlich.
Die Erstveröffentlichung von I Knew I Loved You erfolgte als Single am 28. September 1999 bei Village Roadshow. Diese erschien als 2-Track-CD-Single mit einer Akustikversion als B-Seite (Katalognummer: 102354-2) sowie als CD-Maxi-Single, die um einen Remix sowie dem Lied Mine (And You Could Be) erweitert wurde (Katalognummer: 667869 2). Am 24. Oktober desselben Jahres erschien das Lied als Teil von Affirmation zweiten Studioalben Affirmation (Katalognummer: 101232-2).

## Hintergrund
Nachdem das Popduo ihr Album fertig aufgenommen hatten, wurden sie von Columbia-Records-Manager Don Ienner herausgefordert, das nächste Truly Madly Deeply (März 1997) zu produzieren. Das Duo argumentierte, dass dieses ein „einzigartiger Titel“ sei und nicht repliziert werden könne, erkannte aber auch, dass ihrem zweiten Album ein Liebeslied fehle. Hayes und Jones schrieben I Knew I Loved You und reichten es bei den Verantwortlichen des Plattenlabels ein, die mit dem Ergebnis sehr zufrieden waren, da sie der Meinung waren, dass es ein starker Anwärter war, den Erfolg von Truly Madly Deeply in den Schatten zu stellen.
Hayes erklärte weiter, dass das Lied aus einer paradoxen Situation heraus entstanden sei, da es sich um ein Liebeslied handele, das „in etwa 40 Minuten aus Trotz gegenüber der Plattenfirma“ geschrieben wurde, zu einer Zeit, als er sich „von der Liebe verwundet“ fühlte.

## Musikvideo
Das Musikvideo zu I Knew I Loved You wurde unter der Regie des Filmemachers Kevin Bray im August 1999 auf einem New Yorker U-Bahn-Set gedreht, das zuvor in der Sitcom Seinfeld verwendet worden war. Darin spielt Hayes eine romantische Handlung in einem U-Bahn-Zug, mit einer weiblichen Passagierin (gespielt von Kirsten Dunst) als Objekt seiner Zuneigung.
An einer Stelle kommt der Zug aufgrund eines Stromausfalls zum Stillstand; Die rote Notbeleuchtung geht an und alle im Waggon reichen sich die Hände. Hayes, der seiner bereits erwähnten Geliebten gegenübersitzt, streckt ihr die Hand entgegen. Als sie sich berühren, schneidet das Video zu einer Montage des Paares, das im Sonnenlicht getaucht durch einen Park geht, lacht und Händchen hält. Das Video schneidet dann zurück zum Waggon, als der Strom wieder eingeschaltet wird und der Zug in den Bahnhof einfährt. Hayes und die Frau steigen mit den anderen Passagieren aus und tauschen einen flüchtigen Blick aus, bevor sie sich trennen. Aufnahmen der Band, die alleine auf dem U-Bahnsteig und im Waggon auftreten, sind im Video eingestreut.

## Kommerzieller Erfolg

### Chartplatzierungen
| ChartsChartplatzierungen       | Höchstplatzierung | Wochen |
| ------------------------------ | ----------------- | ------ |
| Australien (ARIA)              | 4 (19 Wo.)        | 19     |
| Deutschland (GfK)              | 34 (9 Wo.)        | 9      |
| Österreich (Ö3)                | 36 (9 Wo.)        | 9      |
| Schweiz (IFPI)                 | 34 (15 Wo.)       | 15     |
| Vereinigte Staaten (Billboard) | 1 (33 Wo.)        | 33     |
| Vereinigtes Königreich (OCC)   | 10 (12 Wo.)       | 12     |

| ChartsJahrescharts (1999) | Platzierung |
| ------------------------- | ----------- |
| Australien (ARIA)         | 27          |

| ChartsJahrescharts (2000)      | Platzierung |
| ------------------------------ | ----------- |
| Vereinigte Staaten (Billboard) | 7           |

### Auszeichnungen für Musikverkäufe
| Land/Region                  | Auszeichnungen für Musikverkäufe (Land/Region, Auszeichnung, Verkäufe) | Verkäufe |
| ---------------------------- | ---------------------------------------------------------------------- | -------- |
| Australien (ARIA)            | Platin                                                                 | 70.000   |
| Dänemark (IFPI)              | Gold                                                                   | 45.000   |
| Schweden (IFPI)              | Platin                                                                 | 30.000   |
| Vereinigte Staaten (RIAA)    | Gold                                                                   | 500.000  |
| Vereinigtes Königreich (BPI) | Gold                                                                   | 100.000  |
| Insgesamt                    | 3× Gold · 2× Platin ·                                                  | 745.000  |

## Coverversionen
- 2020: Music Travel Love